# Willy Reetz
Willy Reetz (né le 27 mai 1892 à Düsseldorf, mort le 24 juin 1963 dans la même ville) est un peintre allemand faisant partie de l'École de peinture de Düsseldorf. Il n'a pas de lien de parenté avec le peintre Wilhelm Reetz (1887–1946).

## Biographie
Né à Düsseldorf en 1892, Willy Reetz a été formé à l'Académie des beaux-arts de Düsseldorf.

## Galerie

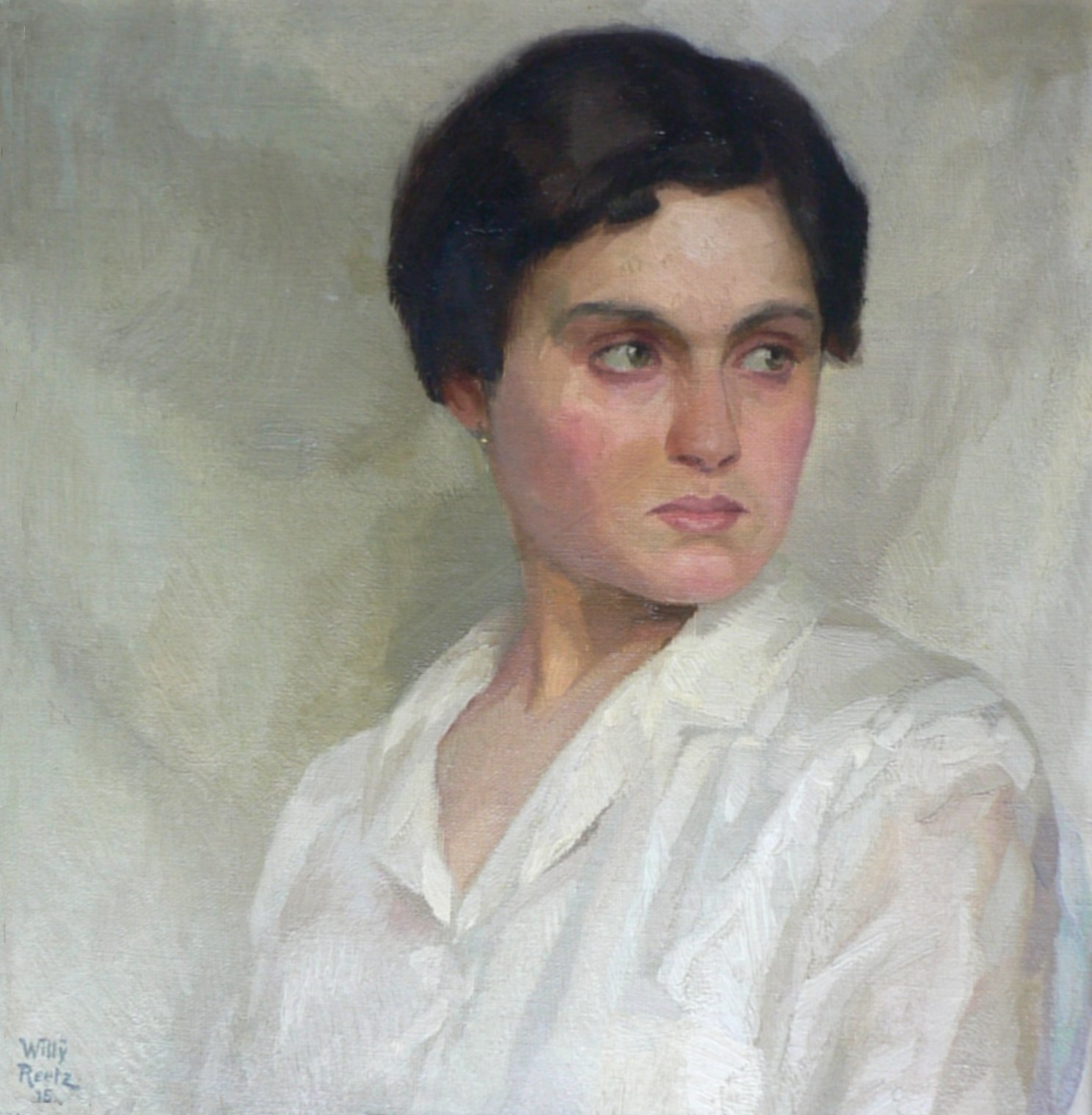
Portrait 1915
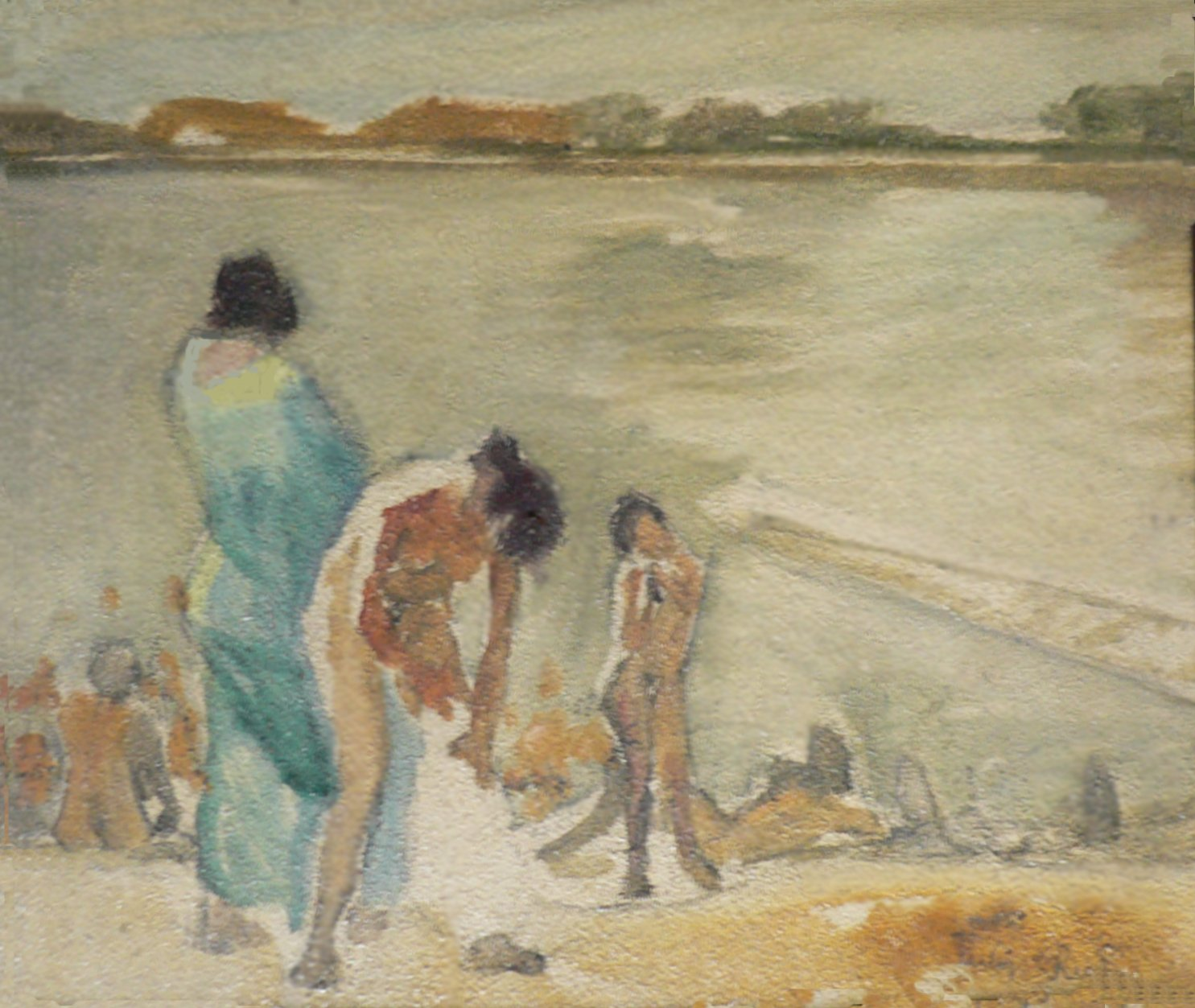
Badende ca. 1919
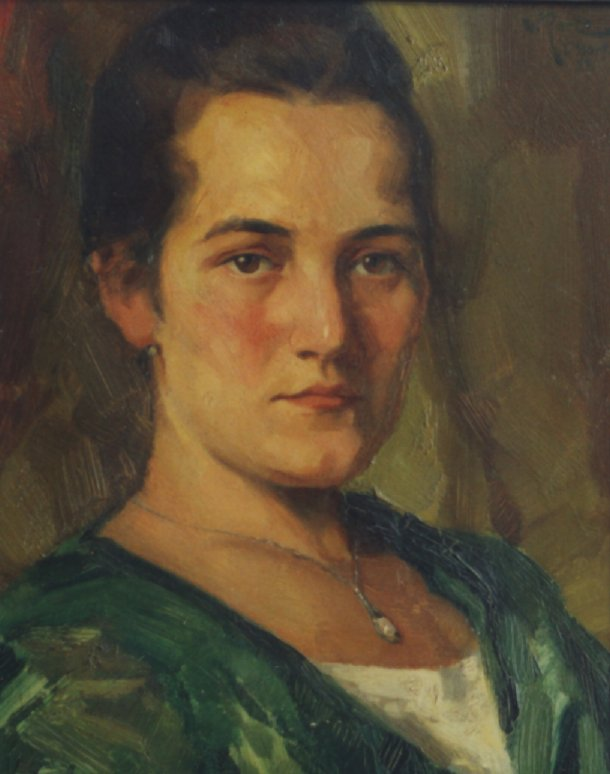
Portrait Augusta Höllen 1921
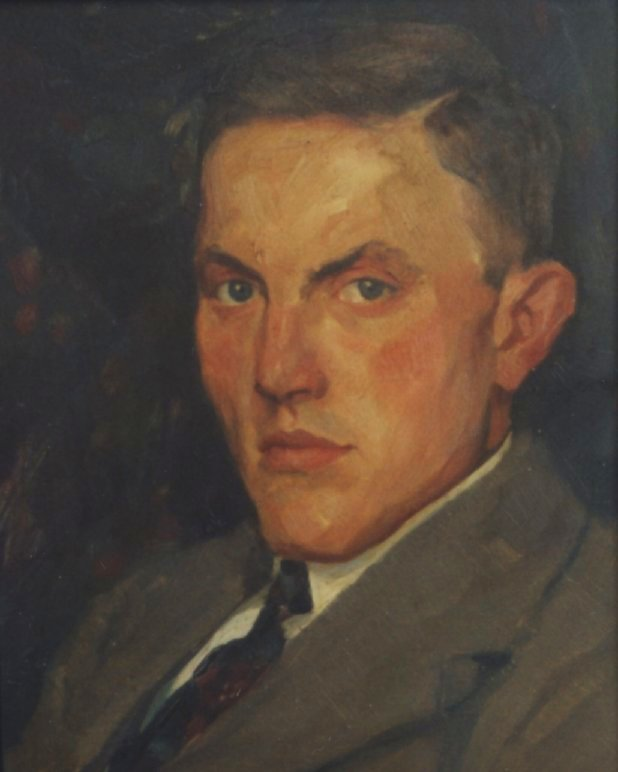
Portrait Hans Höllen 1921
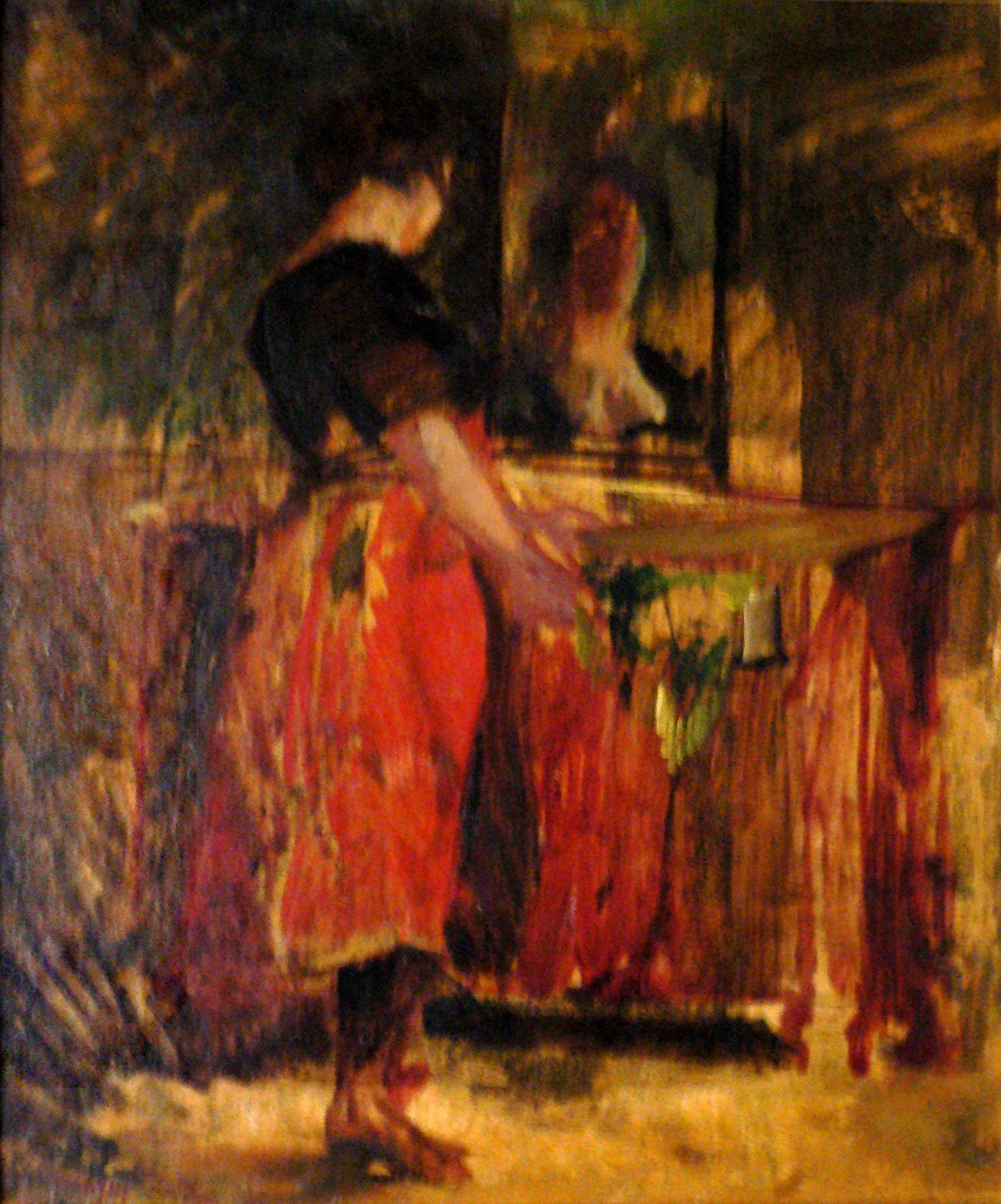
Vor dem Spiegel ca. 1928
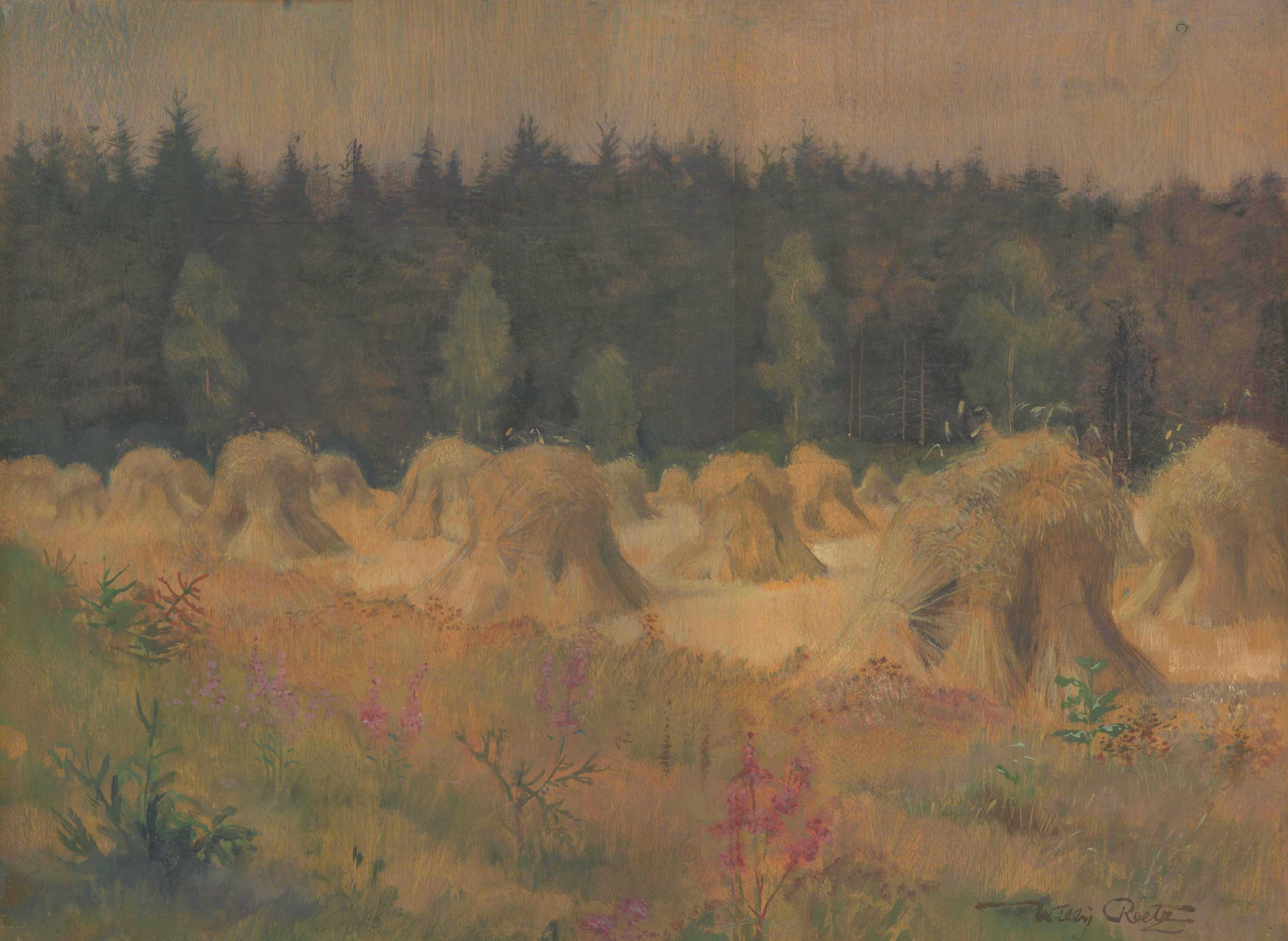
Kornhocken am Waldrand 1946
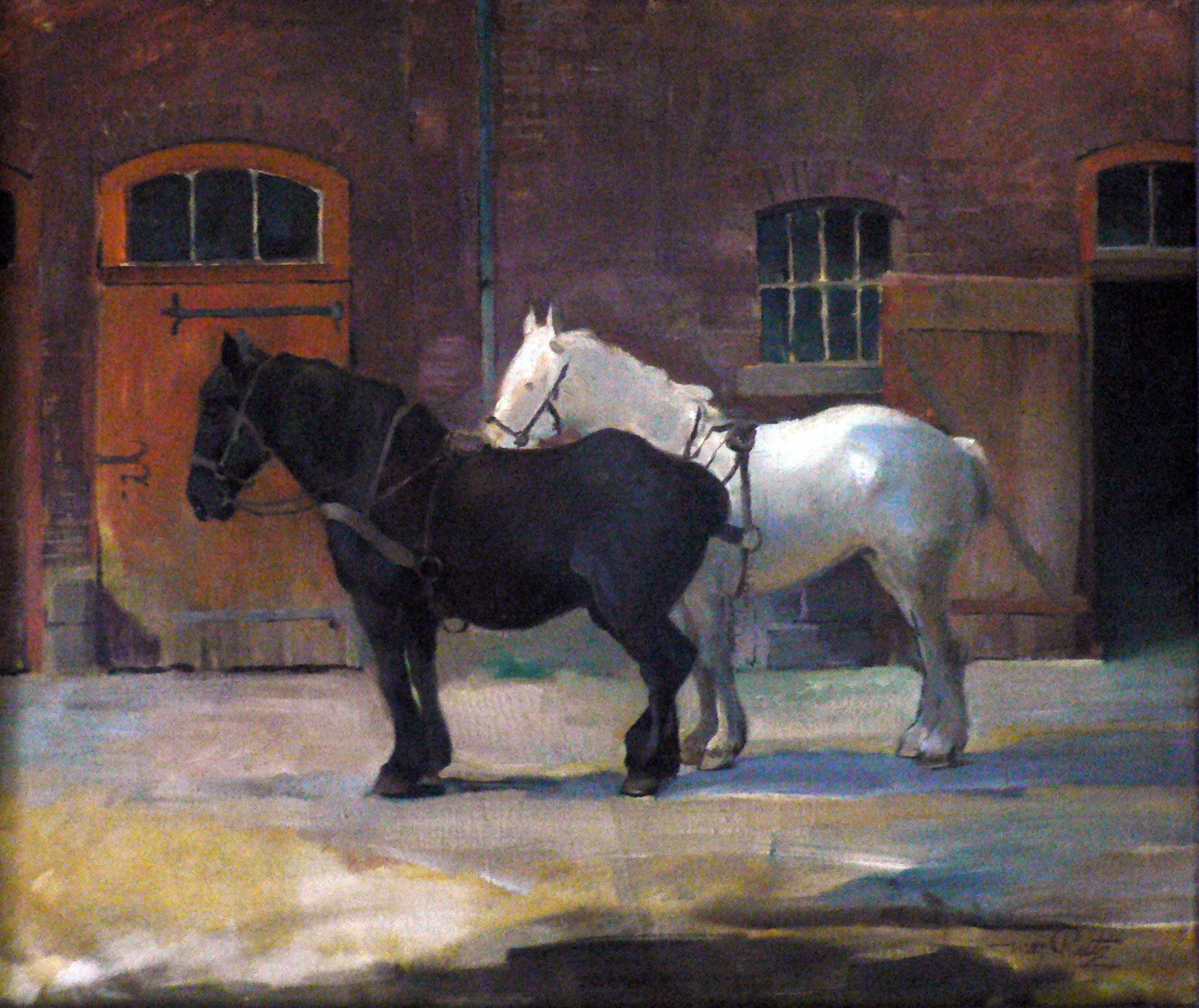
Pferde 1946
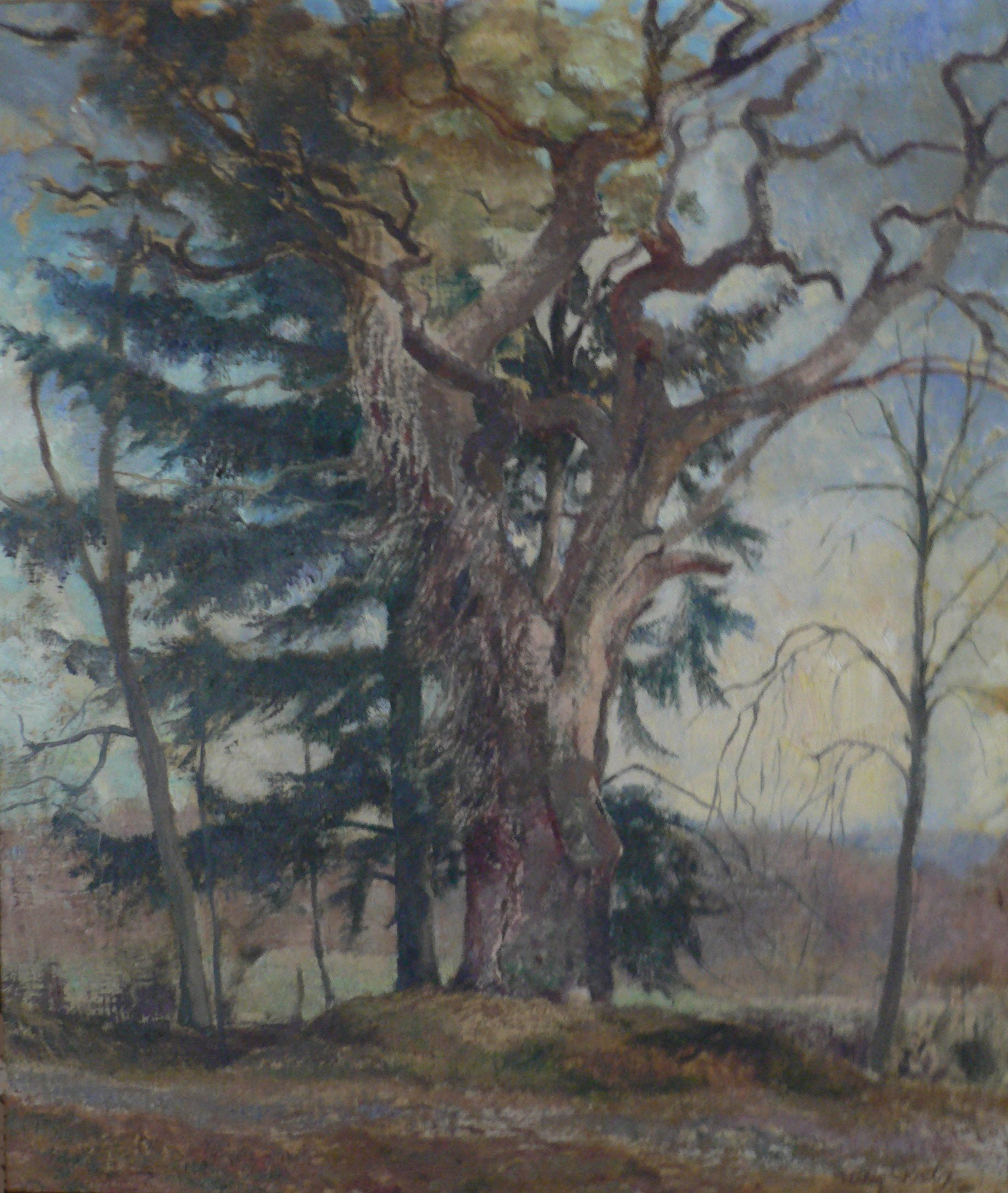
Alte Eiche 1947